# Trump Mugshot
Das Fulton County Jail Booking Photo #2313827, bekannt als Trump Mugshot, ist ein Polizeifoto von Donald Trump, dem Präsidenten der Vereinigten Staaten von 2017 bis 2021 sowie seit 2025. Es ist das erste dieser Art eines ehemaligen Präsidenten in der Geschichte der Vereinigten Staaten. Obwohl von einer Behörde angefertigt, ist es in Georgia urheberrechtlich geschützt und kann nicht frei verwendet werden, weshalb es auch in der deutschsprachigen Wikipedia nicht gezeigt werden kann.
Es wurde am 24. August 2023 von einem Bezirksangestellten bei Trumps Verhaftung und Einlieferung in das Gefängnis von Fulton County im Zusammenhang mit der strafrechtlichen Verfolgung von ihm und anderen wegen Erpressung und damit zusammenhängenden Vorwürfen in Georgia aufgenommen.
Kommentatoren betrachteten das Foto und die Reaktionen darauf als deutliches Beispiel für Aspekte des Trumpismus. Die Übernahme des erkennungsdienstlichen Fotos durch verschiedene Seiten des politischen Spektrums, aus verschiedenen, auch gegensätzlichen Gründen, wurde als Trumps Fähigkeit aufgegriffen, Kontroversen in einer Weise zu überleben und zu überragen, zu der seine Zeitgenossen unfähig sind: indem er ein markantes Image und eine enigmatische und polarisierende Präsenz in der amerikanischen Politik platziert.
Die Associated Press bemerkte, dass die originellen Qualitäten des Fotos unter anderem das intensive Starren des Abgebildeten und einen spürbaren Trotz einschließen. BBC News kommentierte die verhörartige Atmosphäre. Innerhalb weniger Stunden nach der Herausgabe des Fotos an die Öffentlichkeit wurde das Foto ein virales Internetmeme.

## Geschichte und Inhalt
Donald Trump und 18 Mitangeklagte wurden am 14. August 2023 von einem Geschworenengericht in Fulton County, Georgia, wegen Erpressung und damit zusammenhängender Vorwürfe angeklagt, nachdem die Staatsanwältin Fani Willis im Februar 2021 eine Untersuchung eingeleitet hatte. Nachdem die Grand Jury Haftbefehle gegen alle 19 Angeklagten erlassen hatte, bot Willis den Mitangeklagten die Möglichkeit, sich bis zum 25. August mittags Eastern Time freiwillig zu stellen.
Trump stellte sich und wurde kurz nach 19.30 Uhr im Gefängnis von Fulton County in Atlanta eingeliefert, wo er verhaftet, seine Fingerabdrücke genommen und ein Fahndungsfoto gemacht wurde. Nach einem zwanzigminütigen Aufenthalt und Hinterlegung einer Kaution von 200.000 US-Dollar, verließ Trump das Gefängnis wieder.
In den Gefängnisunterlagen wird Trump als 6 ft 3 in (1,91 m) groß und 215 lb (98 kg) schwer, mit blauen Augen und „blondem oder erdbeerfarbenem“ Haar beschrieben.
Um 21:38 Uhr Eastern Time postete Trump ein Bild mit dem Fahndungsfoto auf Twitter, das auch einen Link zu einer WinRed-Seite enthielt, auf der er um Spenden für seine Präsidentschaftskampagne 2024 bat, sowie Texte mit den Worten „MUG SHOT – AUGUST 24, 2023“, „ELECTION INTERFERENCE“ und „NEVER SURRENDER!“. Es war das erste Mal, dass er auf der Plattform seit Januar 2021 gepostet hat, als sie wegen seiner Rolle bei dem Anschlag auf das US-Kapitol am 6. Januar gesperrt wurde, obwohl die Sperrung seines Kontos seit November 2022 wieder aufgehoben ist.

## Rezeption
Das Foto wurde auf CNN als „ikonisch und berüchtigt“ bezeichnet. Die Associated Press nannte es „ein bleibendes Bild, das in den Geschichtsbüchern erscheinen wird, lange nachdem Donald Trump nicht mehr da ist“. Chris McGreal vom Guardian bezeichnete es als das entscheidende Fahndungsfoto des Jahrzehnts und als ein Fahndungsfoto, das die moderne US-Politik definiert. Er bemerkte, dass „Trumps Feindseligkeit durchscheint, wenn er seine Augen auf die Kamera über ihm richtet und in seinem angespannten, nach unten gezogenen Mund […] Gekleidet in einen blauen Anzug, ein weißes Hemd und eine rote Krawatte, macht er keinen Versuch, ein Lächeln aufzusetzen, wie einige seiner Mitangeklagten auf ihren Fahndungsfotos. Das Bild schmeichelt nicht, aber es vermittelt die Botschaft, die viele von Trumps Anhängern hören wollen – Streitlust.“ Der Telegraph schrieb: „Der 45. Präsident ist in einer feindseligen Pose abgebildet, mit zusammengezogenen Augenbrauen, zusammengekniffenen Lippen und einem bedrohlichen Gesichtsausdruck. Sein Kopf und der obere Teil seiner Schultern sind in dem Bild zu sehen, das wahrscheinlich weltberühmt werden wird.“
Vor Trumps Anklageerhebung in Manhattan im April 2023 sagte Trumps Schwiegertochter Lara Trump, dass das Fahndungsfoto „als das berühmteste Fahndungsfoto in die Geschichte eingehen wird, das es je in Amerika gegeben hat“, und ein Sprecher von Trump sagte voraus, dass das Foto das „männlichste, maskulinste, attraktivste Fahndungsfoto aller Zeiten“ sein werde.
Die Associated Press beschrieb seinen Gesichtsausdruck als „intensives Starren“ und fügte hinzu: „Sein Trotz ist spürbar, als würde er seinen Erzfeind durch die Linse anstarren.“ Die Time schrieb: „Seine platinblonde Zuckerwatte schimmerte im grellen Licht des Gefängnisses. Seine Augen starrten ihn mit einem harten Blick an. Sein Mund ist zu einer Grimasse verzogen. Anstatt zu lächeln wie einige seiner Mitangeklagten, scheint er zu grinsen.“ Quellen wie die BBC hingegen bezeichneten die Komposition des Bildes als „Albtraum eines Fotografen“. Vanessa Friedman von der New York Times schrieb: „Sein Gesicht wird von oben durch einen blendenden weißen Blitz erhellt, der sein aschblondes Haar wie ein Scheinwerferlicht trifft. Wie üblich ist er in den Farben der amerikanischen Flagge gekleidet: marineblauer Anzug, weißes Hemd, leuchtend rote Krawatte – allerdings ist seine typische Flaggen-Anstecknadel entweder nicht vorhanden oder unsichtbar. Er blickt aus den Augenbrauen, ohne zu lächeln, die Augen sind seltsam blutunterlaufen, die Stirn ist gerunzelt, das Kinn eingezogen, als würde er der Kamera gleich eine Kopfnuss verpassen wollen. Das Bild ist nüchtern, ohne die Fahnen und den Schnickschnack, die Herr Trump bei Fototerminen in Mar-a-Lago oder im Trump Tower oder während seiner Amtszeit bevorzugt hat und die Macht und den goldenen Glanz des Erfolgs vermitteln.“ Friedman zitierte den Historiker Sean Wilentz, der das Verbrecherfoto als „dramatisch beispiellos“ bezeichnete.
Innerhalb weniger Stunden nach der Veröffentlichung des Fahndungsfotos wurde es zu einem viralen Internet-Meme, und auf Websites wie Etsy wurden schnell Waren mit dem Bild verkauft.